# Enda Tiers-Monde
Enda Tiers Monde ou Enda TM est une organisation internationale fondée à Dakar au Sénégal en 1972. Elle dispose de 14 antennes dans le monde.

## Historique
En 1972, le Programme des Nations unies pour l'environnement (PNUE), l'Institut africain de développement économique et de planification, et l'Organisation suédoise pour le développement international fondent Environnement et développement du Tiers Monde, un “programme conjoint”. Celui-ci se transforme en organisation internationale à caractère associatif et à but non lucratif, en particulier sous l'impulsion de Jacques Bugnicourt, son secrétaire exécutif.  
En septembre 2012, l’organisation Enda Tiers-Monde se transforme en un réseau d’associations autonomes, partageant les mêmes vision et mission (cf. Rapport annuel 2013 d'Enda t-m ). L'actuel Secrétaire exécutif du Réseau international Enda t-m est Moussa Mbaye. 
Organisation non gouvernementale internationale née au Sud, Enda t-m mène son combat contre la marginalisation des défavorisés et pour le développement durable, à deux niveaux. D’abord, en agissant à la base en faveur de l’amélioration des conditions de vie des groupes vulnérables. Ensuite, en prenant une part active dans la bataille des idées, qui implique un engagement fort dans le combat contre toutes formes d’hégémonie, la recherche-action pour le développement, le lobbying et le plaidoyer lors des conférences internationales, etc.
Enda t-m est membre du Conseil économique et social des Nations unies (ECOSOC des Nations unies) et du Conseil économique, social et culturel ECOSOCC de l'Union africaine, des réseaux internationaux majeurs, des organes de plusieurs programmes globaux. ENDA TM aborde les questions de développement de manière holistique depuis plus de 45 ans en couvrant tous les secteurs du développement (environnement, climat, développement durable, santé, énergie, mobilisation communautaire, développement urbain, intégration régionale, commerce, genre).

## Présence internationale
Grâce à l’accord de siège qu’ENDA TM a signé avec le gouvernement du Sénégal, son secrétariat exécutif (siège) se trouve à Dakar, depuis 1978, et coordonne les activités qu’il déploie dans plus de quarante pays à travers le monde. Le Réseau a par ailleurs poursuivi son développement géographique, et s’est implantée dans d’autres pays africains (Éthiopie, Maghreb, Mali, Madagascar, Tunisie), mais également en Asie (Inde, Vietnam) et en Amérique du Sud (Bolivie, Brésil, Caraïbes, Colombie, République dominicaine) : son siège dakarois assure ainsi la coordination de 14 antennes dans le monde et de 12 équipes au Sénégal.